# Die Jagd nach dem Glück (Operette)
Die Jagd nach dem Glück ist Franz von Suppès letzte vollendete Operette. Sie hat 3 Akte und 1 Vorspiel. Das
Libretto stammt von Richard Genée und Bruno Zappert. Die Uraufführung fand am 27. Oktober 1888 im Carltheater, Wien statt.

## Handlung
Suppè Biograph H.D. Roser bezeichnet die Handlung der Operette als „einen Rückschritt in die Zeit der Besserungsstücke á la Raimund“. Otto Schneidereit, Suppès Biograph aus der DDR, meint, das Libretto „wies im Grund keine Handlung auf, nur eine Reihe von ‚operettengemäßen' Milieus und Situationen“.
Bevor Graf Rudolf Wilfried die Tochter seines Adoptivvaters heiraten soll, will er sich nochmals richtig austoben. In Paris verliebt er sich in eine Kokotte, von der er, nachdem sein Geld ausgegangen war, verlassen wird. In Schweden kämpft er im Heer Karls des XII. und wird zum Oberst befördert, aber ein schneller Friede beendet vorzeitig seine Karriere. In Venedig läuft er einer maskierten Spanierin hinterher, muss aber nach der Demaskierung feststellen, dass sie eine Matrone ist. Nachdem er dann genug von seinen Abenteuern hat, kehrt er zu seiner Braut zurück, die ihm überall hin gefolgt war und ihn beschützt hat.
Merkwürdigerweise schien sich die Mehrzahl der zeitgenössischen Wiener Presse nicht daran zu stören. So schreibt etwa „Die Presse“ vom 28. Oktober 1888: „Das Textbuch […] repräsentiert sich als die abwechslungsreiche Ausspinnung einer anmuthigen Liebesgeschichte, die sich auf einem balladenhaften Untergrund aufbaut“.

## Musik
Da die Handlung wenig Anlass für dramatisches Geschehen bietet, suchte Suppè sein Glück im eher lyrischen Ton, der ihm von der Wiener Zeitung folgenden Kommentar einbrachte:
Die Musik Suppés ist diesmal recht einfach und bietet in Liedern ihr Bestes. Der ehemalige brillante Regimentstambour der Operette ist Lyriker geworden, besingt Wald, Blumen und Liebe…
Im Gegensatz dazu lobt das Wiener Montagsjournal die Musik über alle Maßen und schreibt etwa:
Am gelungensten dünkt uns der dritte Akt, der auch beim Publikum am meisten einschlug. Kein Wunder, derselbe spielt „in dem Lande, wo des Componisten Wiege stand“ und es pulsiert darin auch echtes südländisches Blut. Ein melodisches Tonstück reiht sich bei dieser tollen venezianischen Carnevalsnacht an das andere, so daß man nicht recht weiß, welchem man den Vorzug geben soll.
Außer einem Walzerpotpourri genannt „Glückswalzer“ gibt es keinerlei Einspielungen von dieser Operette.  Auf einer sog. Gesamtaufnahme der Operette Banditenstreiche kann man sich aber einen Eindruck von der auch bei seiner letzten Operette nicht nachlassenden Inspiration des nunmehr 69-jährigen Suppè machen. Die Aufnahme basiert auf einer Umarbeitung des ursprünglichen Einakters aus dem Jahr 1867 in eine dreiaktige Fassung, welche 1954 von Ludwig Bender (Text) und August Peter Waldenmaier (Musik) vorgenommen wurde. In dieser zunächst als Rundfunkfassung konzipierten Neubearbeitung wurden u. a. auch etliche Musiktitel aus der Jagd nach dem Glück verwendet.
Einige Titel dieser Fassung wurden dabei fast originalgetreu übernommen, so etwa „Nützet die Zeit, wenn Rosen blühen“, auf der CD der Banditenstreiche-Einspielung der zweite Titel im dritten Akt. Ein weiterer originalbelassener Titel ist „Verzeihung, wenn wir stören“, der in beiden Fällen auch die gleiche Situationskomik in einem Quintett beschreibt. Fast dem Original entsprechend, aber nur ein kleiner Ausschnitt aus dem Schluss der originalen Introduktion ist das in der Nr. 3 der Banditenstreiche gesungene Lied der Lidia „Heut ist mein Hochzeitstag“. Das hieran anschließende Duett mit ihrer Freundin Stella ist dann aber wiederum einem anderen Musiktitel des Originals entnommen.
Weitere Titel, die aus der Jagd nach dem Glück in die Banditenstreiche übernommen wurden, die aber nun eklatante Unterschiede gegenüber dem Original, sowohl im Text als auch in der zugrunde liegenden Situation aufweisen sind:
- Das Lied des Babeo „Nur mit Geld in Händen“.
- Der Chorwalzer im ersten Finale „Lasst den Kopf nur nicht hängen“.
- Das Duett zwischen Gaetano und Lidia „Du allein du wirst mein Alles sein“, ebenfalls aus dem ersten Finale.
- Die Tarantella aus dem dritten Finale.

Die hier erwähnte CD enthält allerdings nicht alle Titel und die enthaltenen Titel sind nicht voll ausgespielt. Auf einer CD der Operette Der Bettelstudent befinden sich als Bonus noch 11 voll ausgespielte Titel aus der gleichen Produktion wie die der Banditenstreiche CD. Und darauf gibt es einen Titel „Wo gibt's denn einen Mann“, der auf der Line-CD fehlt und ebenfalls aus der Jagd nach dem Glück stammt.
Ein letzter Titel aus der hier beschriebenen Operette, der Eingang in die Banditenstreiche gefunden hat, findet sich in der erweiterten Bühnenfassung, von der es keine CD, aber eine DVD mit einer Aufführung des Münchner Gärtnerplatztheaters aus dem Jahre 1964 gibt, mit miserabler Bild- und Tonqualität. Als Nr. 18 im dritten Akt singt Lidia eine Romanze mit dem Titel „Wie schlägt mir das Herz so bange“. Von diesem Lied gibt es auf YouTube auch ein Video aus einer Aufführung der Opererte Möriken-Wildegg aus dem Jahr 2016.
Nun ist es aber nicht so, das A.P. Waldenmaier bereits sämtliche Rosinen aus der Jagd nach dem Glück herausgepickt hat. Über einen computergestützt hörbar gemachten Klavierauszug lassen sich noch weitere interessante Nummern finden, unter denen es auch einige wirkungsvolle Ensembles und Finali gibt.
Bereits die Introduktion des ersten Aktes zählt, unabhängig von dem schon erwähnten Hochzeitslied der Stella, wie so häufig bei Suppé, bereits zu den gelungensten Nummern der Operette. Weiter wären noch hervorzuheben ein Marschlied mit Chor „Hoch Paris“ zu Beginn des ersten Aktes, das nochmals an die für Suppé typischen zündenden Märsche anknüpft, ein romantisches Lied der Stella aus dem zweiten Akt „Ach dort war Frieden, dort war Glück“ sowie ein Lied der Fanny „Krieger so wie du und ich“.
Insgesamt entsteht der Eindruck, dass die Musik zu Suppés letztem Bühnenwerk keinesfalls eine nachlassende Inspiration verrät, aber in der Tat findet sich in der Musik nirgendwo die dramatische Wucht, die, häufig auch an Verdi erinnernd, für Suppés Musik ebenfalls charakteristisch ist.

## Diskografie
1. Banditenstreiche, „Gesamtaufnahme“, Label Walhall. Kurt Böhme, Erika Köth, Hertha Töpper, Karl Hoppe, Paul Kuen, John Kuhn, Kurt Großkurth, Hans Hopf, Karl Ostertag, Georg Wieter, Harry Friedauer, Walter Garnuth, Heinz Beck, Fred Kallmann. Münchner Rundfunkorchester, Chor des Bayerischen Rundfunks, Dirigent: Werner Schmidt-Boelcke.
2. Der Bettelstudent, Label Membran, (Sinfonieorchester des Hessischen Rundfunks unter Kurt Schröder (1952)). Als Bonus 11 Titel aus der o. g. Produktion Banditenstreiche.
3. Franz von Suppè Marches – Waltzes – Polka, Label Marco Polo